# 板石镇
板石镇，是中华人民共和国吉林省延边朝鲜族自治州珲春市下辖的一个乡镇级行政单位。

## 行政区划
板石镇下辖以下地区：
板石村、孟岭村、柳亭村、湖龙村、新农村、南秦孟村和东兴村。